# Robert Selby Hole
Robert Selby Hole (1875 - 28 de junio de 1938 ) fue un botánico inglés, que trabajó extensamente en la flora de India. En 1896 llegó a la India y fue asignado a las provincias centrales y luego a Dehradun. Se centró su investigación sobre composiciones boscosas, cubierta vegetal y su relación con su dosel del bosque.

## Algunas publicaciones
- 1910. Note on Best Season for Coppice Fellings of Teak (Tectonia Grandis). Forest pamphlet / Working plan series: Forest Department, India Colony, 29 pp.

- 1914. Development of the culms of grasses. 13 pp.

### Libros
- 1909. A manual of botany for Indian forest students. Ed. Superintendent Government Printing, India. 250 pp.

- 1911. On some Indian forest grasses and their oecology. Volumen 1,Parte 1 de Indian forest memoirs: Forest botany series. Ed. Superintendent Government Printing, India. 126 pp.

- 1913. Useful exotics in Indian forests, Nº 1. India.--Forest Department. Indian Forest Records, &c. Vol. 4, pt.3. 28 pp.

- 1914. Note on the preparation of Indian forest floras and descriptive lists. N.º 23 de Indian forest bulletin. 33 pp.

## Honores
- 1904: miembro de la Sociedad Linneana de Londres
- La abreviatura «Hole» se emplea para indicar a Robert Selby Hole como autoridad en la descripción y clasificación científica de los vegetales.[2]